# Chaerilus agnellivanniorum
Espèce
Chaerilus agnellivanniorum est une espèce de scorpions de la famille des Chaerilidae.

## Distribution
Cette espèce est endémique de Palawan aux Philippines. Elle se rencontre dans le parc national de la rivière souterraine de Puerto Princesa.

## Description
Le mâle holotype mesure 36,8 mm et la femelle paratype 40,9 mm.

## Étymologie
Cette espèce est nommée en l'honneur de Paolo Agnelli et Stefano Vanni.

## Publication originale
- Lourenço & Rossi, 2018 : The cave population of Chaerilus Simon, 1877 from Palawan, Philippines, and description of a new species (Scorpiones: Chaerilidae). Comptes Rendus Biologies, vol. 342, no 1/2, p. 45-53.